# Шаранагати
Шаранагати (санскр. saranagati, sarana-gati, буквально «принять прибежище [в Господе]») — одно из понятий в бхакти, особенно в вайшнавизме. Представляет собой высший акт преданности Богу, последний формальный шаг в процессе становления бхакты (преданного Вишну).
Выражение впервые упоминается в работе «Шаранагати-гадья» (Saranagatigadya, «О поиске прибежища»), которая приписывается теологу вишишта-адвайты Раманудже. В ней превозносятся спасительные последствия (мокша) принятия прибежища в Вишну.
Теолог двайты Мадхва полагал необходимым, чтобы его последователи имели внешнее выражение принятия прибежища путём проставления символов Вишну на своем теле.
В одной из главных мантр вайшнавизма, двая-мантре, шаранагати упоминается как средство постижения Бога:

Sriman Narayana Charanau Saranam Prapadye|

Srimate Narayanaya Namaha||

Шриман Нараяна, я ищу убежища и припадаю (предаюсь) к твоим стопам|

Я поклоняюсь Шриману Нараяне||

— Двая-мантра
Другой немаловажной практикой в вайшнавизме является прапатти — добровольное предание себя на милость Бога.